# Goldsworthy Gurney

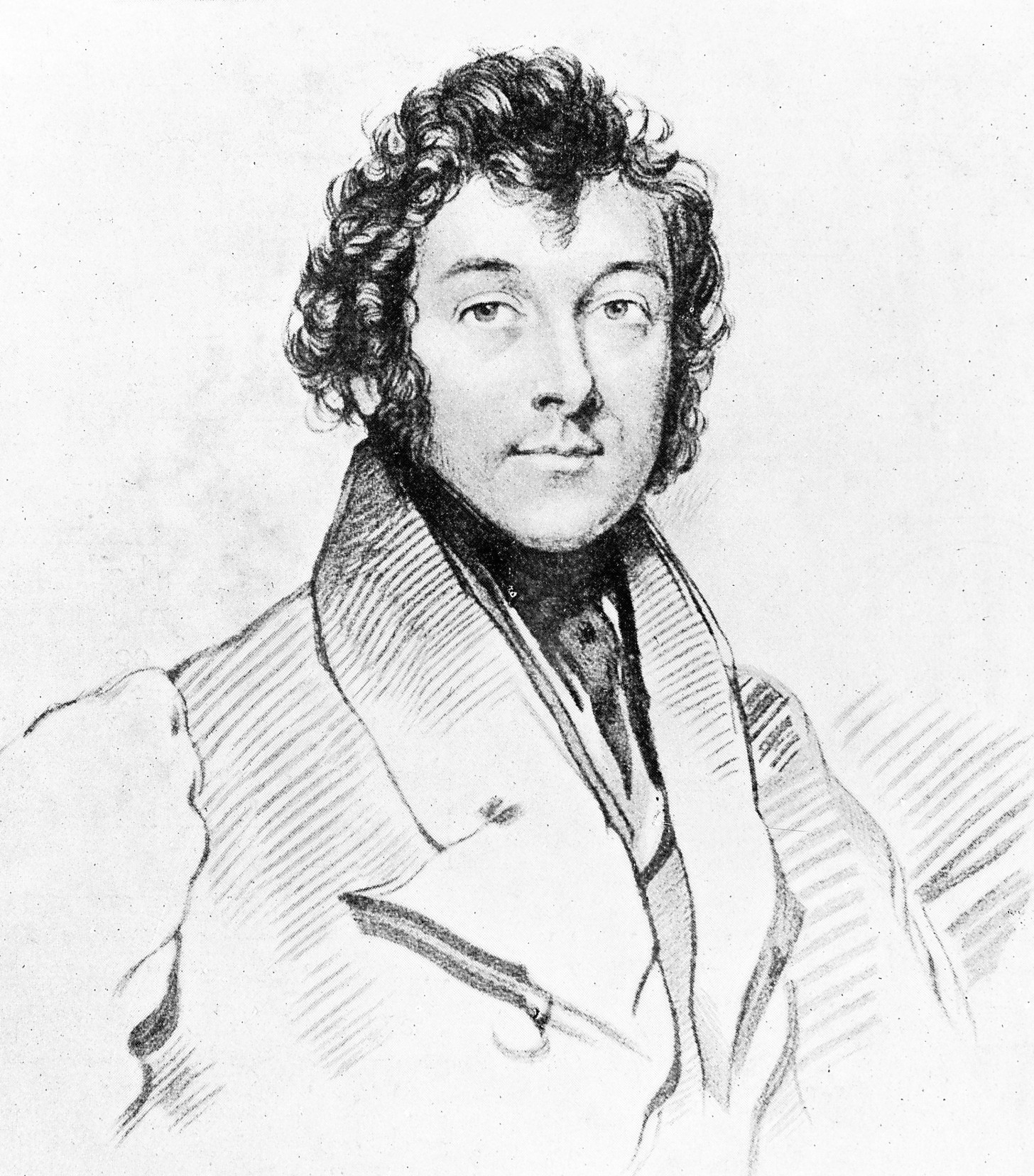
Goldsworthy Gurney

Sir Goldsworthy Gurney (* 14. Februar 1793 in Treator bei Padstow, Cornwall; † 28. Februar 1875 in Haus Reeds bei Bude, Cornwall) war ein britischer Erfinder und Amateur-Wissenschaftler  des Viktorianischen Zeitalters. Er betätigte sich als Chirurg, Chemiker, Lecturer, Berater, Architekt sowie als Konstrukteur.
Zu seinen vielen Verdiensten gehören der Sauerstoff-Wasserstoff-Schneidbrenner, den er später zu einer neuen Beleuchtung weiterentwickelte, dem Bude-Licht, eine sehr helle Gaslampe, benannt nach seinem Wohnort Bude. Er baute auch eine frühe Form von dampfgetriebenen Straßenfahrzeugen und erfand das Blasrohr (Steamjet), eine Schlüsselkomponente für den Erfolg von Dampflokomotiven, Maschinen und anderen kohlegefeuerten Anlagen. Gurneys Steamjet-Erfindung soll Stevensons Lokomotive The Rocket (deutsch „Die Rakete“) die Geschwindigkeit verliehen haben, die ihn das Rainhill-Rennen 1829 gewinnen ließ.
1863 wurde Gurney von Königin Victoria zum Knight Bachelor geschlagen.

## Gurneys Dampfwagen

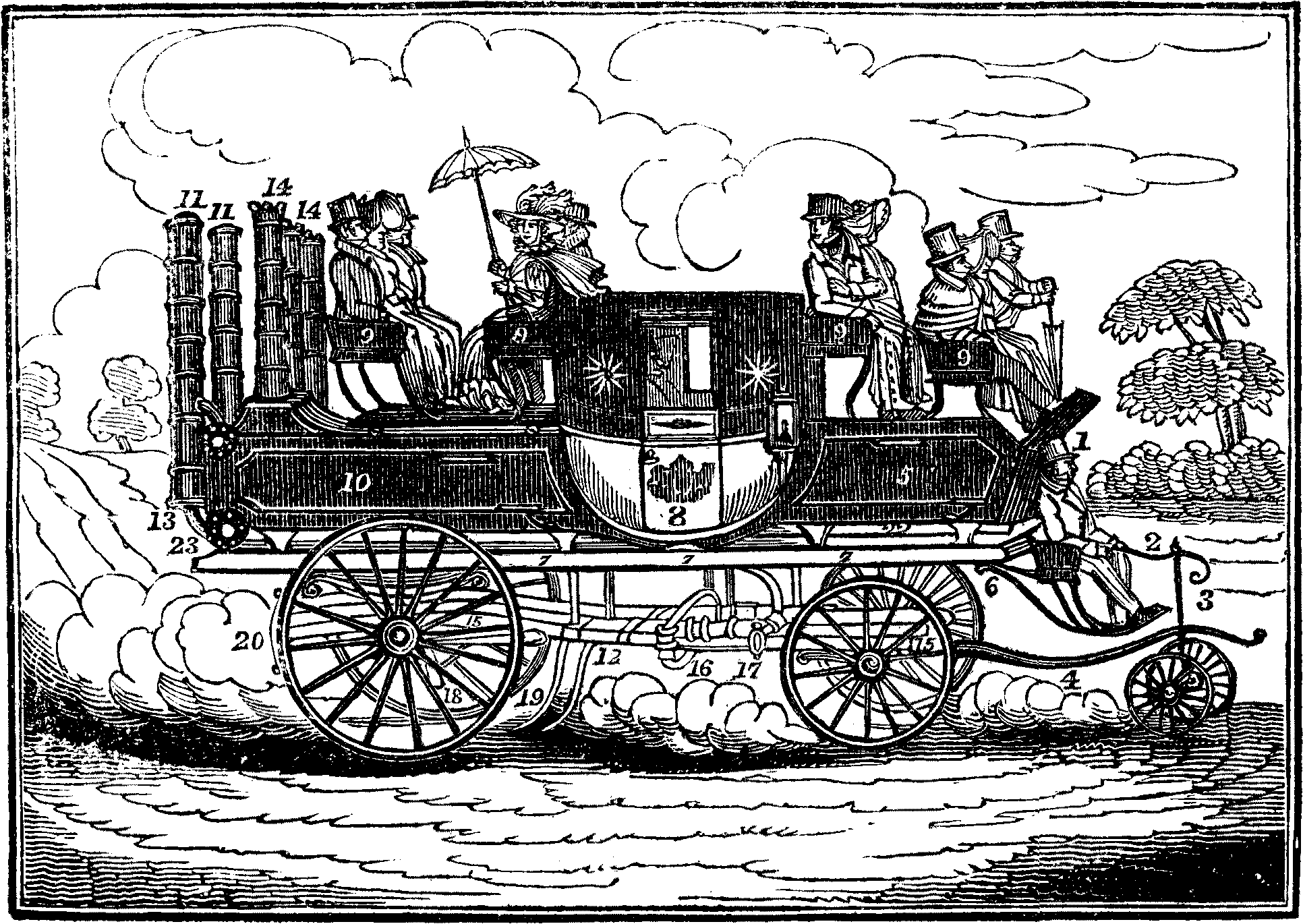
Goldsworthy Gurneys Dampfwagen, Bild von 1827

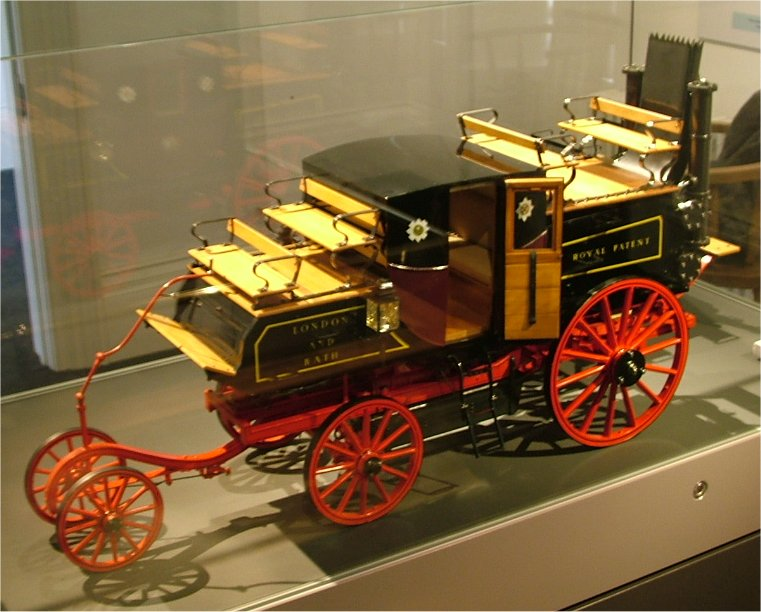
Modell eines Gurney-Dampfwagens in The Castle, Bude

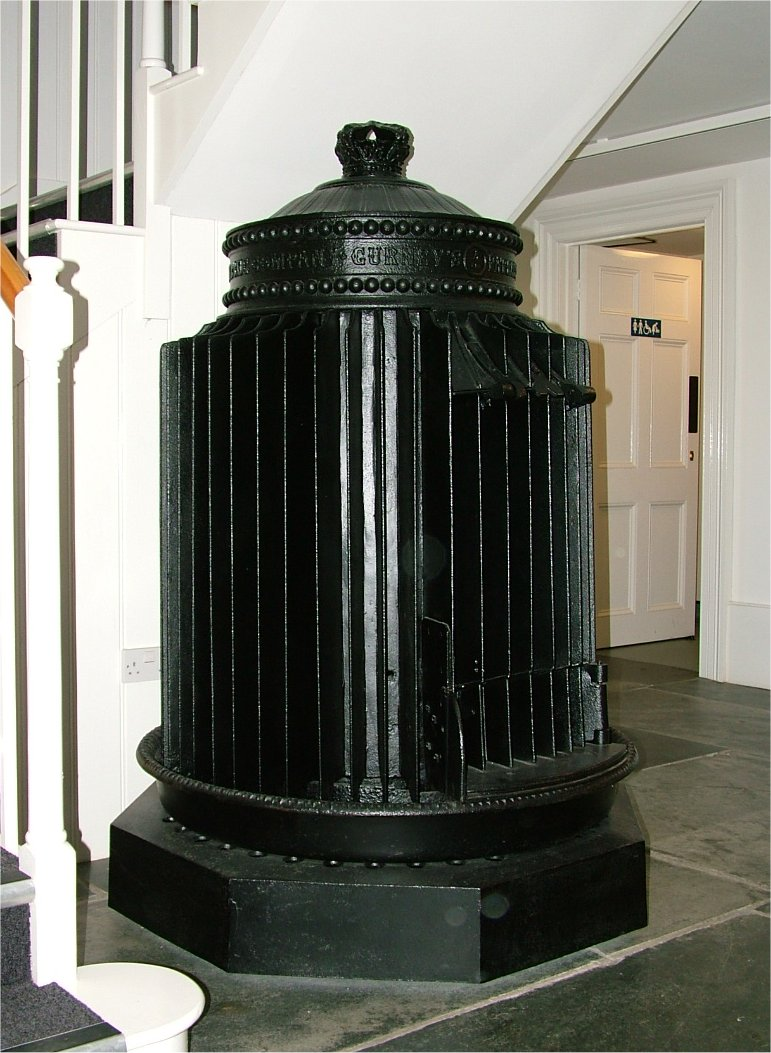
Ein Gurney-Ofen, ausgestellt in The Castle, Bude

Von 1825 bis 1829 baute Gurney mehrere dampfgetriebene Straßenfahrzeuge (Dampfomnibusse). Er hatte die Absicht, ein Transportgeschäft aufzubauen, die Gurney Steam Carriage Company. Die Wagen wurden in seiner Manufaktur in Regent’s Park gebaut und erreichten eine Geschwindigkeit von 32 km/h.
Eines seiner Fahrzeuge machte im Juli 1829, zwei Monate vor dem Rennen von Rainhill, eine längere Fahrt von London nach Bath und erreichte eine mittlere Geschwindigkeit von 22 km/h. Die Dampffahrzeuge waren aufgrund verschiedener Schwierigkeiten nicht wirtschaftlich erfolgreich und so ging Gurney mit großen Schulden bankrott. Verschiedene Umstände um diesen Misserfolg seines Unternehmens führten zu polarisierenden Kontroversen.

## Andere Erfindungen und Leistungen
- Er erfand einen Sauerstoff-Wasserstoff-Schneidbrenner. Üblicherweise wird diese Erfindung sonst dem Chemiker Robert Hare zugeschrieben.
- Gurney beschäftigte sich 1822 mit einer Ammoniak-Maschine, mit der er eine Lokomotive antrieb.
- 1856 patentierte er einen Ofen, den Gurney Stove, zur Gebäudeheizung. In mehreren englischen Kathedralen sind sie noch heute in Betrieb.
- Er verbesserte die Beleuchtung von Theatern mit seinem Bude-Licht, einem Gaslicht.
- Er hat ab 1852 das Gaslicht, die Heizung und die Ventilation im House of Parliament in Westminster eingebaut.
- Er baute Lampen für Leuchttürme, Dampfmaschinen, elektrische Telegraphen und Musikinstrumente, u. a. ein Piano.
- Er erstickte den Brand in einer seit 30 Jahren brennenden Mine mit einer Stickstoff-Kohlendioxid-Gasmischung.

Seine Tochter Anna Jane führte später außergewöhnliche Kampagnen, um das Blasrohr und andere Dinge als seine Erfindung anerkennen zu lassen.

## Werke
- Lectures on the Elements of Chemical Science